# Comme un Seul Homme
Comme un Seul Homme ist ein dokumentarischer Kurzfilm des französischen Regisseurs Jean-Louis Gonnet aus dem Jahr 2001.

## Handlung
Hinter den Türen eines Umkleideraums zeigt der Film die letzten Rituale von Rugbyspielern vor einem Spiel. Sie reiben ihre Körper mit Balsam ein und bauen mit gegenseitiger Anfeuerung die Spannung für den bevorstehenden Kampf auf.  
2002 stand der Film im internationalen Wettbewerb beim Filmfestival Doclisboa.